# Theo van der Bom
Theodorus Joannes Jacobus Antonius Maria van der Bom (Oudenbosch, 21 augustus 1894 – Breda, 13 februari 1966) was een katholiek priester, pastoor, deken en kanunnik in het bisdom Breda. Hij was academisch gevormd en had naast zijn werk als zielzorger en seminariedocent onder meer grote verdiensten voor de Nederlandse katholieke bedevaart-organisatie. 

## Loopbaan
Theo van der Bom was een telg uit een vrome boomkwekersfamilie te Oudenbosch. Hij werd tot priester gewijd aan het grootseminarie te Hoeven op 14 juni 1919. Hij is tweemaal gedoctoreerd, in de filosofie en in de scheikunde (Fribourg, 1924). Dr. Van der Bom werd professor aan het klein-seminarie IJpelaar en was van 1936 tot 1955 curator van de Katholieke Hogeschool Tilburg . In 1937 nam hij aan de KMA te Breda de lessen Filosofie over, die daar vanaf 1934 waren gegeven door mgr. prof. dr. Ferdinand Sassen. 
Als zielzorger was Van der Bom aanvankelijk (1940) pastoor-deken van de Sint-Lambertuskerk te Etten. Later, tegen het einde van zijn loopbaan, werd hij nog pastoor van de Sint-Josephparochie te Breda (1954). 
Van der Bom was voorts kanunnik van het kathedrale kapittel te Breda. Hij verkreeg tijdens zijn loopbaan de kerkelijke titel monseigneur, omdat hij geheim kamerheer was. Bovendien werd hij in 1961 benoemd tot huisprelaat van de paus om zijn grote toewijding ten behoeve van de Nederlandse bedevaarten naar Lourdes, Fatima, Rome en Echternach. Hij was ere-kapelaan van de basilieken te Lourdes.
Van der Bom was officier in de Orde van Oranje-Nassau.